# 아서 존슨
아서 존슨(영어: Arthur Johnson; 1879년 4월 12일, 더블린 ~ 1929년 5월 23일, 월러시)은 아일랜드의 축구선수이자 감독이다. 아일랜드가 영국령이던 시절 더블린에서 출생한 존슨은 최소한 한 출처에서 스스로를 "아일랜드인"이라기보다 "잉글랜드인"으로 자칭하였는데, 당시 "잉글랜드인"은 대게 "영국 시민"과 동일한 뜻으로 사용되었다.
선수 시절, 그는 레알 마드리드의 중앙 공격수를 맡았고, 1910년부터 1920년까지 초대 감독을 역임했다. 그는 현역 시절 초반에 골키퍼로 활약하기도 했는데, 특히 1903년 코파 델 레이 결승전에서는 골문을 지키는 역할을 맡았었다.
1929년 5월 30일, 그는 불과 50세에 폐렴으로 영면에 들었다.

## 레알 마드리드
1902년 5월 13일, 그는 바르셀로나를 상대로 사상 첫 고전 더비에 출전했는데, 1-3으로 패한 코파 데 라 코로나시온의 경기에서 레알 마드리드의 첫 공식 경기에 첫 공식 득점을 올렸다. 몇 년 후, 그는 레알 마드리드의 초대 감독으로 취임하여 이 직위를 10년 동안 맡았다. 그보다 더 많은 경기를 지휘했던 감독은 미겔 무뇨스가 유일하다. 마드리드가 전부 흰색으로 된 유니폼을 입도록 제안한 사람은 존슨이었는데, 그는 코린시언 캐주얼스처럼 흰 유니폼을 입자고 건의했다.
선수 시절, 존슨은 4차례 코파 델 레이 우승을 거두었고, 감독을 맡고서는 4차례 지역 선수권 우승과 1917년 코파 델 레이 우승을 경험했다.